# Stará Ves (Přerov)
Stará Ves é uma comuna checa localizada na região de Olomouc, distrito de Přerov.